# Club alpin suisse
Pour les articles homonymes, voir CAS.

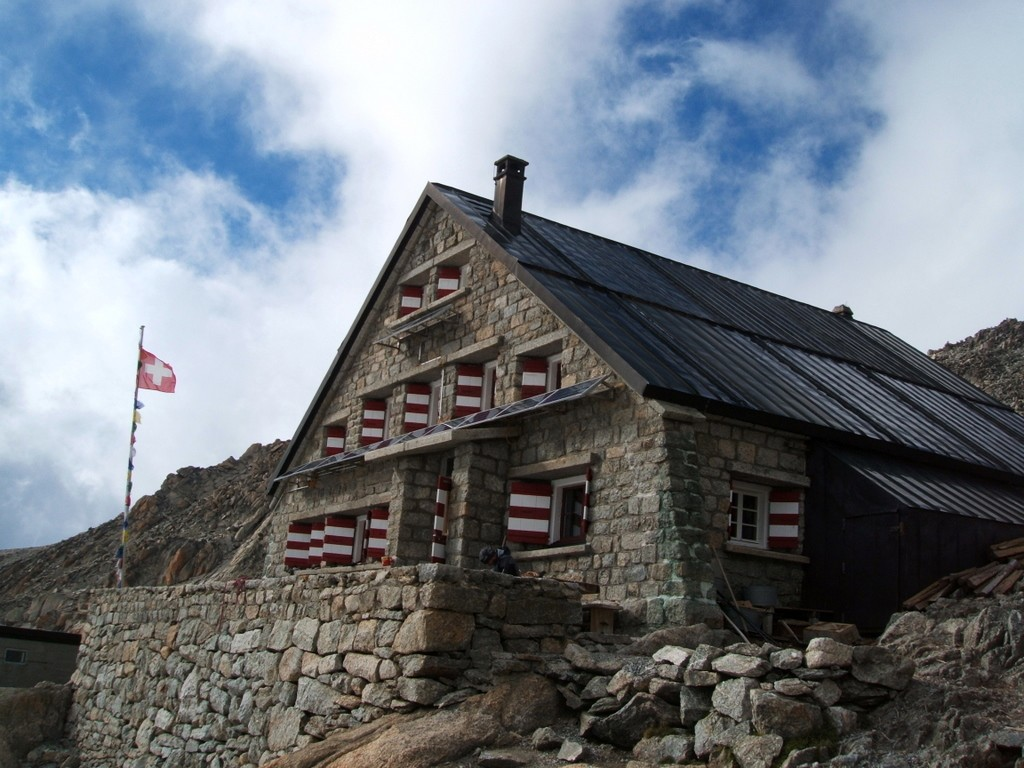
La cabane du Trient.

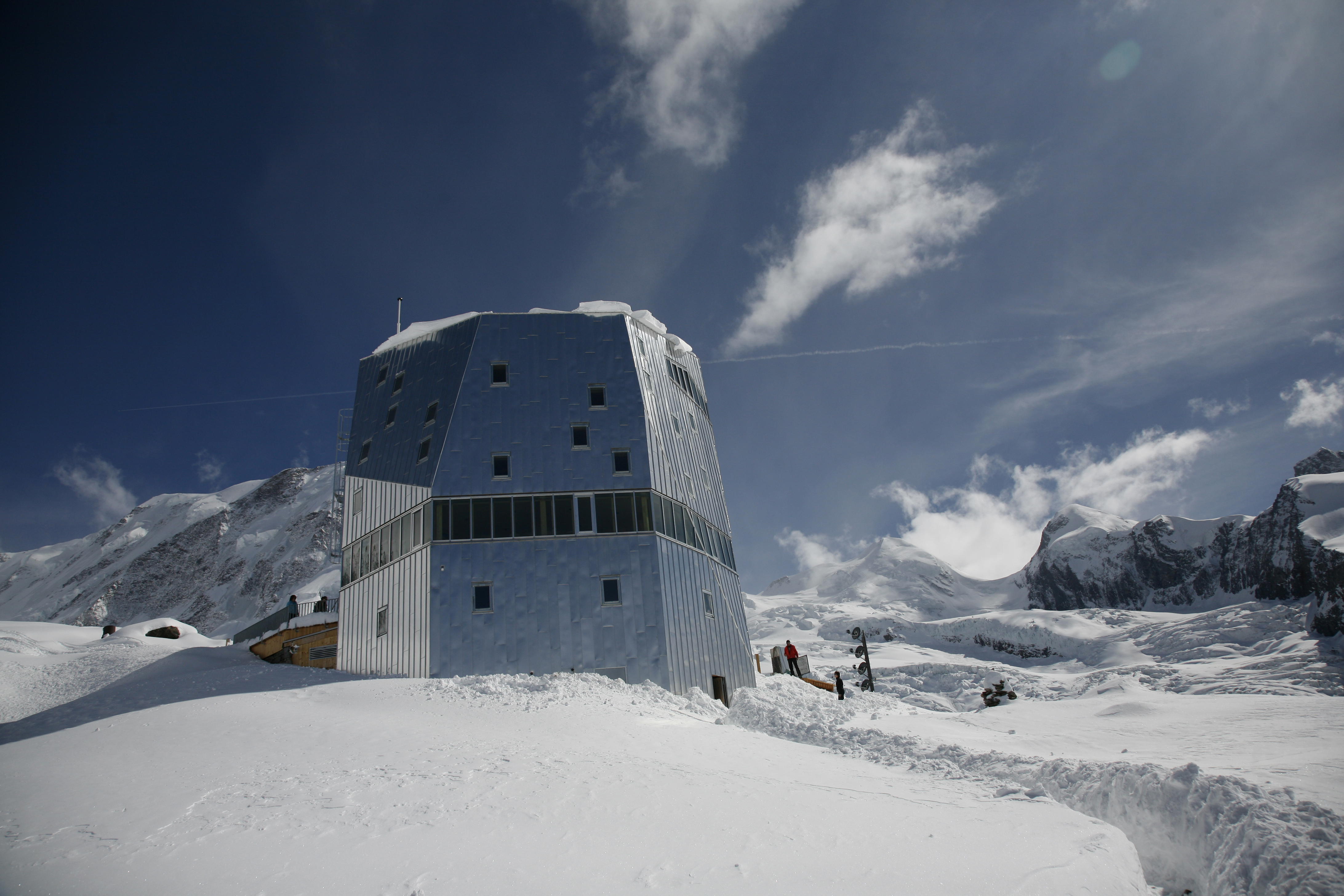
La cabane du Mont Rose, dans les Alpes valaisannes.

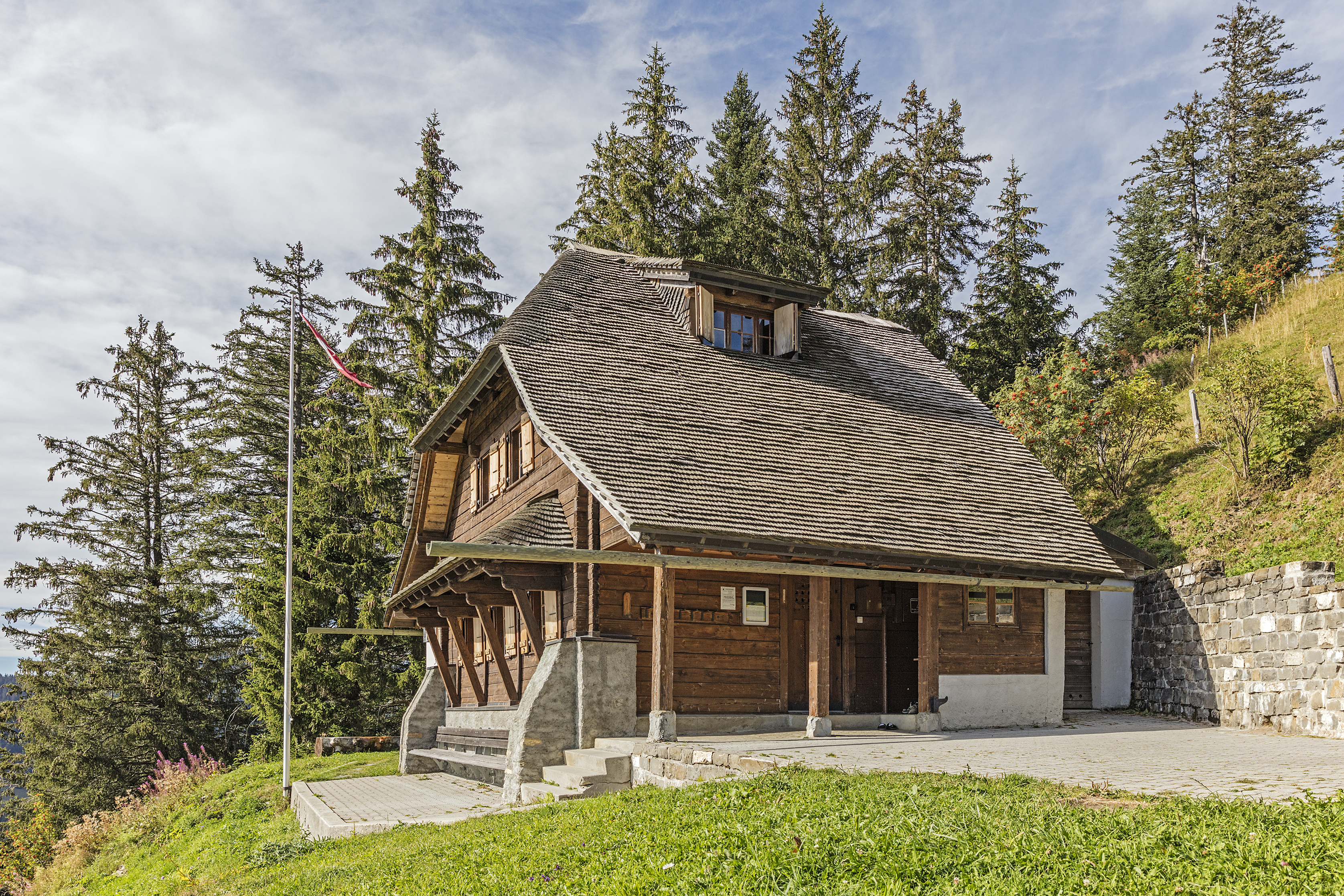
La cabane de Jaman.

Le Club alpin suisse (CAS) est un club suisse créé le 19 avril 1863. Il participe au développement de l'environnement alpin et de l'alpinisme. Il œuvre en faveur d'une pratique responsable des sports de montagne et d'un large accès de l'espace alpin au public désireux de pratiquer les sports de montagne. Il s'engage pour le développement durable et la sauvegarde de l'environnement alpin.
Le CAS exploite plus de 152 cabanes, 86 stations de secours et comprend environ 3 000 sauveteurs bénévoles actifs. Ses 110 sections totalisaient 150 000 membres en 2016.
Le CAS est membre de l'Union internationale des associations d'alpinisme (UIAA), du Club arc alpin (CAA), de la Commission internationale de secours alpin (CISA), de la Commission internationale pour la protection des Alpes (CIPRA) et de la Fédération internationale d'escalade (IFSC).

## Historique
Un petit groupe d'alpinistes suisses se constitua le 19 avril 1863 au buffet de la gare d'Olten pour fonder le Club Alpin Suisse dont le premier président fut Rodolphe-Théodore Simler (1833-1873) et le premier secrétaire, Edmond de Fellenberg. La première année, le CAS comptait huit sections avec 257 sociétaires.
Les buts initiaux du club consistaient à explorer des Alpes et tracer des sentiers, diffuser des publications alpines (guides et cartes) et construire des refuges destinés à faciliter les ascensions. Les statuts de 1992 prévoient d’encourager la pratique du ski et la randonnée en montagne, ainsi que la protection des sites. Le CAS assure la formation de guides et participe, aux côtés de la Rega, aux secours en montagne par le biais du Secours alpin suisse.
La première cabane fut construite en 1863 au Grünhorn (Tödi). En 2010 on en comptait 153.
C’est la section bernoise du club qui créa le Musée alpin suisse à Berne en 1905.
En 1919, c'est à l'initiative du club alpin que vit le jour la Fédération patriotique suisse, une milice bourgeoise d’extrême droite.
Le Club alpin suisse est resté longtemps fermé aux femmes. Pour cette raison, des femmes créèrent le Club suisse des femmes alpinistes le 24 mai 1918. La fusion des deux clubs a été réalisée en janvier 1980.

## Activités
- Formation dans les sports de montagne les plus divers
- Sauvetage en montagne : 86 stations de secours du Secours alpin suisse (SAS) cofinancé avec la REGA[1].
- Construction, entretien et exploitation des cabanes
- Sport d'élite (ski-alpinisme et escalade sportive)
- Randonnées et randonnées à ski
- Camps d’alpinisme destinés aux familles (parents et enfants)
- Alpinisme juvénile (camps pour les 10 - 14 ans)
- Organisation de jeunesse (escalade en intérieur ou en extérieur, alpinisme, randonnée à skis ou à snowboard, cascade de glace, expéditions, etc. pour les 14 - 22 ans)
- Sauvegarde de l'environnement
- Activités culturelles (musée alpin suisse à Berne)
- Publications